# 中津川市立川上中学校
中津川市立川上中学校（なかつがわしりつ　かわうえちゅうがっこう）は、かつて岐阜県中津川市に存在した公立中学校。

## 概要
- 校区は川上全域（旧・恵那郡川上村）であった。
- 中津川市立川上中学校を名乗っていたのは、川上村が中津川市に編入された2005年2月13日から、廃校となった同年3月31日までのわずかな期間である。

## 沿革
- 1947年（昭和22年）4月1日 - 川上村立川上中学校として開校。川上小学校に併設し、川上小中学校とも称した。
- 1966年（昭和41年） - 小中学校共用の新校舎（鉄筋コンクリート造4階建）が完成。
- 1979年（昭和54年）4月 - 川上小学校との併設を解消。川上中学校は単独校となる[1]。
- 2005年（平成17年）
  - 2月13日 - 中津川市が恵那郡坂下町、川上村、加子母村、付知町、福岡町、蛭川村、ならびに長野県木曽郡山口村を編入。同時に中津川市立川上中学校に改称する。
  - 3月31日 - 坂下中学校に統合され、廃校。